# 敬梓镇
敬梓镇，是中华人民共和国广东省河源市紫金县下辖的一个乡镇级行政单位。

## 行政区划
敬梓镇下辖以下地区：
塘美村、敬梓村、柑坑村、中联村、陂头村、正联村、联和村、扬眉村、冯坑村、洋高村、南村、甘田村和田头村。